# مادون (قلعة أصغر)
مادون (بالفارسية: مادون) هي قرية تقع في إيران في ناحية لاله زار. يقدر عدد سكانها بـ 230 نسمة بحسب إحصاء 2016.